# The Under Dog, Second Gong, Sanctuary and Other Stories
The Under Dog, Second Gong, Sanctuary and Other Stories (Poirot Sempre Espera e Outras Histórias, no Brasil), é uma coletânea de contos de Agatha Christie, publicada em maio de 2008. São sete contos escritos entre 1939 e 1961 – vários deles protagonizados por Hercule Poirot.
A coletânea de sete contos inclui: 
- In a Glass Darkly ("Através de um Espelho Sombrio")
- The Mystery of the Baghdad Chest ("O Mistério do Baú de Bagdá", um conto de Hercule Poirot)
- The Case of the Missing Will ("Onde Há um Testamento", um conto de Hercule Poirot)
- Second Gong ("A Segunda Batida do Gongo", um conto de Hercule Poirot)
- The Under Dog ("Poirot Sempre Espera", um conto de Hercule Poirot)
- The Dressmaker´s Doll ("A Boneca da Modista")
- Sanctuary ("Santuário", um conto de Miss Marple)

## Sinopse
Na história que dá título ao livro, o famoso inspetor belga mostra por que tem fama de excêntrico, astucioso e infalível. Ele é chamado para investigar a morte de Sir Reuben Astwell, um rico e temperamental homem de negócios que aparece morto no escritório da sua própria mansão no interior da Inglaterra. Apenas outras cinco pessoas estavam na casa – isolada da cidade – na hora da morte: sua mulher, um sobrinho, o mordomo, a acompanhante de Lady Astwell e um secretário. Em meio a atritos domésticos, surdos ressentimentos e alegações de inocência, qual estratégia o genial investigador usará para solucionar esse clássico caso?
1. ↑  «L&PM Editores». www.lpm.com.br. Consultado em 3 de março de 2016